# Santa Fe Trail (1940)
Santa Fe Trail is een Amerikaanse film uit 1940 onder regie van Michael Curtiz.

## Verhaal
1854. De cadetten op West Point worden gestraft na een ruzie: Ze moeten naar een probleemgebied waar veel gemoord wordt.

## Rolverdeling
| Acteur              | Personage               |
| ------------------- | ----------------------- |
| Errol Flynn         | Jeb Stuart              |
| Olivia de Havilland | Kit Carson Holliday     |
| Raymond Massey      | John Brown              |
| Ronald Reagan       | George Armstrong Custer |
| Alan Hale           | Tex Bell                |
| William Lundigan    | Bob Holliday            |
| Van Heflin          | Carl Rader              |
| Gene Reynolds       | Jason Brown             |